# 土耳其拉迪赤梢魚
土耳其拉迪赤梢魚（学名：Ladigesocypris mermere）为輻鰭魚綱鯉形目雅羅魚科的其中一種，分布於亞洲土耳其淡水流域，棲息在溪流及泉水區，以無脊椎動物及植物為食，生活習性不明。